# Abderrahmane Farès
Abderrahmane Farès (Akbou, 30 de enero de 1911-Zemmouri, 13 de mayo de 1991), político argelino. Miembro de la primera Asamblea Nacional francesa constituyente (en Argel) en 1946, luego presidente de la Asamblea argelina en 1953, se convirtió, entre julio y septiembre de 1962, en ocasión de la independencia de su país, en presidente del Ejecutivo provisorio argelino, encargado de la gestión del territorio antes de la formación de una Asamblea Nacional electa.

## Infancia y educación
Nació en Akbou, en la actual wilaya de Bejaïa en Cabilia, región bereber al centro-norte de Argelia. Huérfano desde muy pequeño (su padre murió en 1917, combatiendo por Francia en la Primera Guerra Mundial), fue recogido en casa de su abuelo y, estudiante asiduo, fue enviado para su formación, primero con un tío notario en Akbou, y después con un reputado notario de Argel. Después de sus estudios de Derecho, pasó a ser alguacil en Sétif, asistente de notario en Sebdou, y se instaló finalmente como notario en 1936, transformándose en el primer notario público musulmán en Argelia.

## Compromiso político
Entró en política a partir de 1945, al final de la Segunda Guerra Mundial, y se convirtió en consejero municipal; luego obtuvo un escaño en el Consejo general del departamento de Argel. Próximo a los socialistas de la SFIO, pasó en 1946 a integrar la primera Asamblea Nacional Constituyente, en Argel, y, al principio favorable a una "integración en el marco francés" defendió en ella el establecimiento de una igualdad de los derechos de franceses y franceses musulmanes, sobre todo por la instauración del colegio único en el régimen electoral argelino. Decepcionado por los sucesivos rechazos, no se volvió a presentar a la Asamblea nacional de Argel y decidió ingresar a la Asamblea Argelina, en el sur del territorio, de la que alcanzó la presidencia en 1953.
Al producirse la insurrección organizada del 1º de noviembre de 1954, que dio comienzo a la guerra de Argelia, creía aún en el proceso de integración, pero, marcado por las masacres de Constantinois en 1955, tomó distancia con Jacques Soustelle y su política de asimilación, y se acercó al Frente de Liberación Nacional (FLN). Se instaló en 1956 en París, y con la Federación de Francia del FLN, se encargó de recolectar fondos para el movimiento independentista, además de aportarle especialmente asistencia jurídica. El 4 de noviembre de 1961, fue arrestado por las autoridades francesas y encarcelado en Fresnes.

## Acuerdos de Evian y presidencia
Liberado como consecuencia de los acuerdos de Evian el 19 de marzo de 1962, fue designado al mes siguiente presidente del Ejecutivo provisorio argelino, en el momento de su creación, y negoció la independencia. El 3 de julio, Francia reconoció oficialmente la independencia de Argelia y el presidente francés Charles De Gaulle transfirió los poderes al Ejecutivo provisorio. Farès decidió entonces transmitir sus poderes a Benyoucef Benkhedda, presidente del Gobierno provisorio de la República Argelina (GPRA), pero este último, en conflicto con el buró político del FLN de Ahmed Ben Bella se vio obligado a rechazar el cargo.
Durante su mandato, como responsable del mantenimiento del orden, pronunció el 30 de marzo un discurso televisado, que ha devenido célebre, un llamado a la paz y al rechazo de la violencia, particularmente destinado a los "europeos" de Argelia. En particular, se emprendieron contactos con la Organización Ejército Secreto (OAS) para negociar un acuerdo que pusiera fin a sus mortíferas operaciones. Tras la victoria del buró político del FLN y la retirada del GPRA en su favor, se formó la primera Asamblea Nacional Constituyente (ANC) argelina. Farès entregó entonces, el 25 de septiembre de 1962, el poder al presidente de la ANC, Ferhat Abbas.

## Retiro de la vida política
En desacuerdo con la política autoritaria de Ben Bella, que denunció, fue arrestado en julio de 1964. Fue liberado un año más tarde, al llegar al poder Houari Boumedienne, y se retiró de la vida política. Escribió y publicó, en 1982, sus "Memorias políticas (1945-1965)" en "La cruel verdad", autobiografía en la que evocó en especial el período de transición de marzo a julio de 1962, y las modalidades de las negociaciones de la independencia, en particular con la OAS. Murió el 13 de mayo de 1991 en Zemmouri (wilaya de Boumerdès).
| Predecesor: Benyoucef Benkhedda | Presidente de Argelia 1962 | Sucesor: Ferhat Abbas |

- Datos: Q317893
- Multimedia: Abderrahmane Farès / Q317893